# Gareth Marriott
Gareth Marriott (Mansfield, Nottinghamshire, 14 de julho de 1970) é um ex-canoísta de slalom britânico na modalidade de canoagem.
Foi vencedor da medalha de prata em slalom C-1 em Barcelona 1992.